# NGC 1345
NGC 1345 je galaksija u zviježđu Eridan.

## Vanjske poveznice
- SEDS: NGC 1345